# Straßburger Mühlenbach - Beeke (Oberlauf und Mündung, MV)
Straßburger Mühlenbach - Beeke (Oberlauf und Mündung, MV) este o arie protejată (arie specială de conservare — SAC, sit de importanță comunitară — SCI) din Germania întinsă pe o suprafață de 31 ha, integral pe uscat.

## Localizare
Centrul sitului Straßburger Mühlenbach - Beeke (Oberlauf und Mündung, MV) este situat la coordonatele 53°30′26″N 13°47′37″E / 53.5072°N 13.7936°E.

## Înființare
Situl Straßburger Mühlenbach - Beeke (Oberlauf und Mündung, MV) a fost declarat sit de importanță comunitară în aprilie 2004 pentru a proteja 2 specii de animale. Situl a fost protejat și ca arie specială de conservare în august 2016.

## Biodiversitate
Situată în ecoregiunea continentală, aria protejată conține 1 habitat natural: Cursuri de apă de la nivel de câmpie la nivel montan, cu vegetație Ranunculion fluitantis și Callitricho-Batrachion.
La baza desemnării sitului se află mai multe specii protejate:
- mamifere (1): vidră de râu (Lutra lutra)
- pești (1): cicar (Lampetra planeri)